# Цзя Тун
Цзя Тун (21 серпня 1991) — китайська стрибунка у воду.
Чемпіонка світу з водних видів спорту 2005, 2007 років.
Переможниця Азійських ігор 2006 року.